# Sulikowo (powiat szczecinecki)
Sulikowo – wieś w Polsce, położona w województwie zachodniopomorskim, w powiecie szczecineckim, w gminie Barwice.
W latach 1975–1998 miejscowość położona była w województwie koszalińskim.

## Kościół w Sulikowie
Neoromański, zabytkowy kościół z kamienia ciosanego wzbogaconego czerwoną cegłą. Kościół filialny pw. św. Antoniego z XIX w. Przy kościele znajduje się również zabytkowa dzwonnica.
Z tyłu kościoła znajduje się pomnik poświęcony mieszkańcom wsi, którzy polegli w I wojnie światowej. Nazwiska poległych są nieczytelne. Pomnik służy również jako podstawa figury maryjnej.

## Sulikowo dawniej

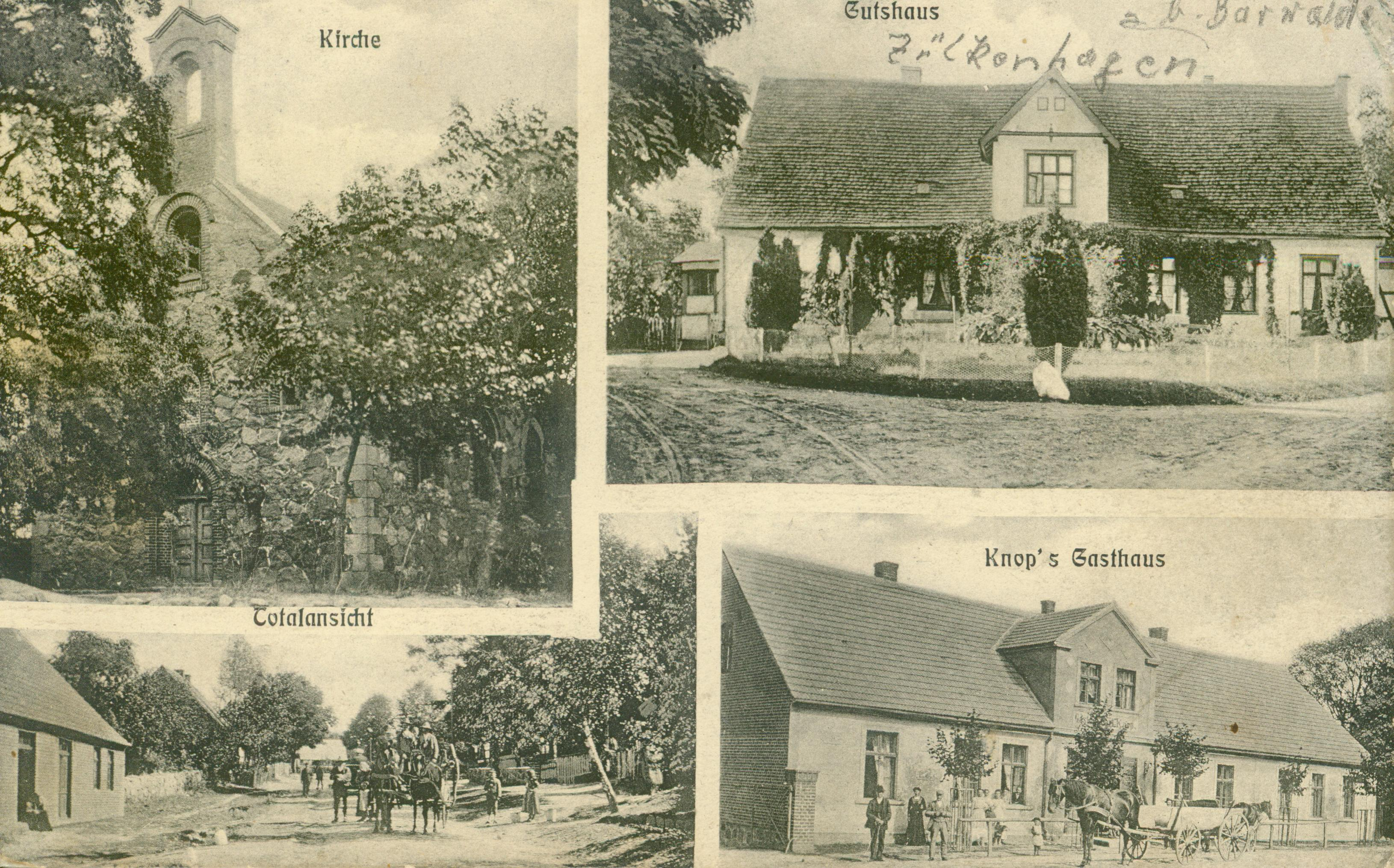
Sulikowo kiedyś